# Cappella di San Carlo
La Cappella di San Carlo è un ex luogo di culto cattolico, eretta sulla via omonima nella zona di Soffiano, frazione di Firenze. È situata nella ripida strada che, diramandosi da via di Soffiano sale verso Bellosguardo vicino a Villa degli Arcipressi.

## Storia
Nel 1646 Cintra di Orazio Caciolli donò un podere (che fino al XIX secolo era conosciuto come Podere Santuccio Moro) ai padri Barnabiti, i quali si erano stabiliti nella capitale del Granducato nel 1627, dove avevano aperto una scuola presso il Convento al Canto alla Culla (noto come il San Carlino) in via Sant'Agostino.
I Barnabiti costruirono una cappella dedicandola a San Carlo Borromeo nel 1651. 
Anche la cappella fu vittima delle soppressioni granducali: i Barnabiti nel 1783 furono costretti ad abbandonare la città e vendettero le loro proprietà. Il podere di Soffiano fu acquistato, insieme alla cappella, forse dagli Ughi, poi passò ai Barbolani di Montauto (primi  1800) e infine ai Bigazzi nel 1836.

## Descrizione
La cappella è a base ottagonale e probabilmente era pubblica, ossia aperta a tutti i viandanti che passavano per via San Carlo. È di modeste dimensioni con una larghezza di circa quattro metri, presenta un piccolo podio con pochi gradini, il cui compito era quello di annullare il dislivello dovuto alla pendenza del terreno. Il portale, in arenaria, presentava un frontone triangolare sormontato da uno stemma in pietra serena, oggi molto deteriorato. Nei due lati dell'ottagono, ai fianchi del portale d'accesso, si trovano due finestrelle quadrate, con inferriate, sormontate da alcuni oculi. All'interno si trovava una tela ovale, racchiusa da una cornice a stucchi con ghirlande. 